# Théo Robichet
Theodore Marcel Robichet, dit Théo Robichet, est un réalisateur et directeur de la photographie français né le 6 mai 1941 à  Saint-Malo, et mort le 27 août 2016 dans le 18e arrondissement de Paris.

## Biographie
Théo Robichet commence sa carrière comme assistant de Raoul Coutard sur Bande à part de Jean-Luc Godard en 1964. Il travaille ensuite comme directeur de la photographie sur plusieurs courts métrages. Il passe à la réalisation avec des reportages, notamment en Bolivie  et au Nigeria. 
Après une expérience avec Slon et le Groupe Medvedkine à l'occasion de laquelle il collabore avec Bruno Muel, il réalise avec ce dernier Septembre chilien en 1973. Il tourne également, en 1975, deux films sur le conflit au Sahara occidental.

## Filmographie

### Assistant cameraman
- 1964 : Bande à part de Jean-Luc Godard

### Son
- 1975 : Avec le sang des autres de Bruno Muel
- 1981 : Le Dos au mur de Jean-Pierre Thorn

### Directeur de la photographie
- 1966 : L'Attentat de Jean-François Davy
- 1967 : Pour des fusils perdus de Pierre Delanjeac
- 1971 : Week-end à Sochaux de Bruno Muel et le Groupe Medvedkine
- 1974 : Si j'te cherche... j'me trouve de Roger Diamantis
- 1974 : Le Voyage d'Amélie de Daniel Duval
- 1978 : Quand les femmes ont pris la colère de René Vautier et Soazig Chappedelaine

### Réalisateur
- 1973 : Septembre chilien (coréalisateur : Bruno Muel) - Prix Jean-Vigo 1974
- 1975-1976 : Sahara occidental, indépendance ou génocide et Un peuple accuse
- 1981 : La Faim du monde